# Calliophis haematoetron
Calliophis haematoetron conocida como serpiente de coral de vientre de sangre es una serpiente venenosa de la familia Elapidae. Esta especie se conoce a partir de algunas localidades en Sri Lanka, habiendo sido registrada desde Kurunagala, Parque Nacional Wasgomuwa, Matale, Rattota, Estate CLODGH.
Es ovípara.
Esta serpiente rara tiene una distribución muy restringida en la zona intermedia de Sri Lanka (extensión de ocurrencia (EOO) = 903 km²) y su población se considera severamente fragmentada. Hay una continua disminución en la extensión y calidad de su hábitat debido principalmente a la expansión de la agricultura. Por lo tanto, se encuentra como en riesgo.
No hay datos sobre el tamaño y las tendencias de la población para esta especie. Solo se conoce de un espécimen en cada localidad y parece que no se produce entre las localidades conocidas.
Esta serpiente semi-fosorial ha sido registrada desde la capa de hoja gruesa y la capa de humus en bosques semi-siempreverde, en la zona intermedia en los distritos de Matale y Kurunegala.